# Etnopluralisme
Etnopluralisme er en politisk og filosofisk doktrin, der fremhæver vigtigheden af at bevare og respektere etniske og kulturelle forskelle mellem forskellige grupper i samfundet. Doktrinen indebærer en opfattelse af, at forskellige kulturer og etniske grupper bør have ret til at eksistere og udvikle sig inden for deres egne rammer, uden indblanding eller assimilation fra andre grupper.
I praksis søger tilhængere af etnopluralisme at fremme ideen om, at forskellige kulturer bør leve side om side i en slags "kulturel pluralisme", hvor hver kultur har ret til at bevare sin unikke identitet, traditioner og værdier. Dette kan indebære modstand mod kulturel homogenisering eller assimilation, såvel som kritik af multikulturalisme, som nogle ser som en form for kulturel relativisme, der nedtoner eller ignorerer forskelle mellem kulturerne.

## Hovedtræk
Etnopluralisme vægter betydningen af at bevare og respektere kulturel og etnisk mangfoldighed i samfundet. Det betyder at anerkende, at forskellige kulturer og etniske grupper har ret til at eksistere og udvikle sig inden for deres egne rammer.
Et centralt træk ved etnopluralisme er ideen om kulturel autonomi. Dette indebærer at støtte politikker, der fremmer selvbestemmelse og autonomi for forskellige kulturelle og etniske grupper, så de kan bevare deres unikke identitet, traditioner og værdier.
Et andet vigtigt aspekt af etnopluralisme er respekt for forskellene mellem kulturer og etniske grupper. Dette indebærer at undgå assimilation eller homogenisering og i stedet fremme en forståelse og værdsættelse af diversiteten i samfundet.
Det skal bemærkes, at etnopluralisme ikke er en raceteori. Mens raceteorier typisk fokuserer på biologiske forskelle mellem racer og hierarkier mellem dem, fokuserer etnopluralisme primært på kulturel og etnisk mangfoldighed og på at respektere forskelle mellem forskellige kulturer og etniske grupper.
Etnopluralisme indebærer normalt en opfattelse af, at forskellige kulturer og etniske grupper bør have ret til at eksistere og udvikle sig inden for deres egne rammer, uden indblanding eller assimilation fra andre grupper. Det betyder at fremme idéen om kulturel autonomi og selvbestemmelse for forskellige grupper i samfundet.
Mens nogle kan forveksle etnopluralisme med raceteorier på grund af fokus på kulturel og etnisk forskellighed, er det vigtigt at skelne mellem de to. Etnopluralisme søger at fremme fredelig sameksistens og respekt mellem forskellige kulturer, mens raceteorier historisk har været forbundet med hierarkisering og undertrykkelse af visse racer.

## Repræsentanter
Begrebet etnopluralisme anvendes blandt andet indenfor nationalistiske kredse og af tilhængere af den franske højrefløjsbevægelse nouvelle droite (Det nye højre).. Begrebet anvendes dog også på venstrefløjen af tilhængere af den såkaldte etnosocialisme. I etnosocialisme understreges betydningen af at bevare og respektere kulturel og etnisk mangfoldighed, samtidig med at der arbejdes mod et mere retfærdigt og lige samfund. Det betyder, at etnosocialister ofte støtter politikker, der fremmer kulturel autonomi og selvbestemmelse for forskellige etniske og kulturelle grupper.
Inden for diskussionen omkring etnopluralisme er der flere tænkere, hvis arbejde og ideer har bidraget til udviklingen og udbredelsen af denne doktrin. En af de mest fremtrædende figurer er Alain de Benoist, som er en fransk intellektuel, der er kendt for at være en af hovedarkitekterne bag den såkaldte "Nouvelle Droite" bevægelse i Frankrig. De Benoist har skrevet flere værker, hvor han argumenterer for ideen om, at kulturel og etnisk mangfoldighed er en værdifuld ressource, som samfundet bør værne om og respektere.
Udover de Benoist er der andre intellektuelle, der har fremmet og udforsket etnopluralisme. Guillaume Faye er en fransk intellektuel og forfatter, som har bidraget til debatten om kulturel identitet og etnopluralisme gennem sine bøger som Archeofuturism og Why We Fight. Robert Steuckers, en belgisk intellektuel, har også været en fremtrædende figur inden for den europæiske højrefløj og har bidraget med teoretiske refleksioner over etnopluralisme og kulturel diversitet.
Pierre Krebs er en tysk forfatter og intellektuel, der ligeledes har været aktiv inden for den europæiske identitære bevægelse og har skrevet om emner som kulturel identitet og etnopluralisme. I sine skrifter har Krebs argumenteret for ideen om etnosocialisme som en måde at forene sociale retfærdighed med respekt for kulturel og etnisk diversitet. Han har talt om behovet for at bevare Europas kulturelle og etniske mangfoldighed, samtidig med at der arbejdes mod en mere retfærdig fordeling af ressourcer og magt i samfundet.
Endelig har Tomislav Sunic, en kroatisk intellektuel og forfatter, bidraget til debatten om etnopluralisme og identitetspolitik, især i forhold til de europæiske folkeslag.

## Etnosocialisme
Etnosocialisme er en politisk og social doktrin, der kombinerer elementer af etnopluralisme og socialistisk teori. Ideen et opstået som en modreaktion mod både kapitalismen og den traditionelle socialistiske bevægelse, idet den søger at adressere både økonomiske uligheder og kulturel diversitet.
I etnosocialisme understreges betydningen af at bevare og respektere kulturel og etnisk mangfoldighed, samtidig med at der arbejdes mod et mere retfærdigt og lige samfund. Det betyder, at etnosocialister ofte støtter politikker, der fremmer kulturel autonomi og selvbestemmelse for forskellige etniske og kulturelle grupper.
Samtidig søger etnosocialisme også at tackle økonomiske uligheder og fremme en mere retfærdig fordeling af ressourcer og magt i samfundet. Dette kan omfatte støtte til socialisme i form af statslig intervention i økonomien, social retfærdighed og omfordeling af velstand.

## Kritik
Det er vigtigt at bemærke, at etnopluralisme kan være et kontroversielt begreb, og forfattere som Martin Baker og Michel Wieviorka har kritiseret ideen for at fremme separatisme eller endda racisme, især når den bruges af højrenationalistiske grupper.  Imidlertid har flere andre intellektuelle og politiske tænkere som Alain de Benoist, forsvaret ideen om etnopluralisme som en måde at fremme kulturel diversitet og respekt for kulturel identitet.